# Marko Grobelnik
Marko Grobelnik, slovenski računalničar, * 1966.
Marko Grobelnik je slovenski strokovnjak za umetno inteligenco in strojno učenje. Med letoma 1986 in 1991 je študiral na Univerzi v Ljubljani. Od leta 1996 je zaposlen je na Inštitutu Jožef Stefan, kjer deluje kot raziskovalec in vodi projekte na področju umetne inteligence, podatkovne analitike in razumevanja velikih podatkov. Leta 2016 je prejel tudi mandat glasnik digitalnih tehnologij Republike Slovenije.
Grobelnik je sodeloval pri mnogih mednarodnih raziskovalnih projektih in je avtor ali soavtor številnih strokovnih člankov in publikacij. Njegovo delo se osredotoča na razvoj algoritmov za analizo podatkov, odkrivanje vzorcev in avtomatizacijo procesov. Pod njegovim vodstvom je oddelek za umetno inteligenco Instituta Jožef Stefan - AiLab razvil več naprednih programsko-raziskovalnih orodij in rešitev na področju umetne inteligence, obdelave podatkov in semantičnega spleta. Nekatera najpomembnejša orodja so: sistem za zbiranje, obdelavo in analizo novic z vsega sveta Event Registry, orodje za geografsko umeščanje besedil TextGrounder, sistem za večjezično obdelavo besedil Xling, idr.